# Gryon lymantriae
Gryon lymantriae är en stekelart som först beskrevs av Lubomir Masner 1958.  Gryon lymantriae ingår i släktet Gryon och familjen Scelionidae. Inga underarter finns listade i Catalogue of Life.